# 郭润文
郭润文（1955年—），男，祖籍浙江，生于广东江门，中国油画家，现任广州美术学院教授，中国油画学会副主席，中国美术家协会理事。